# Furcaspis rufa
Furcaspis rufa är en insektsart som beskrevs av Karl Hermann Leonhard Lindinger 1913. Furcaspis rufa ingår i släktet Furcaspis och familjen pansarsköldlöss.
Artens utbredningsområde är Réunion. Inga underarter finns listade i Catalogue of Life.